# Alexander von Wulffen

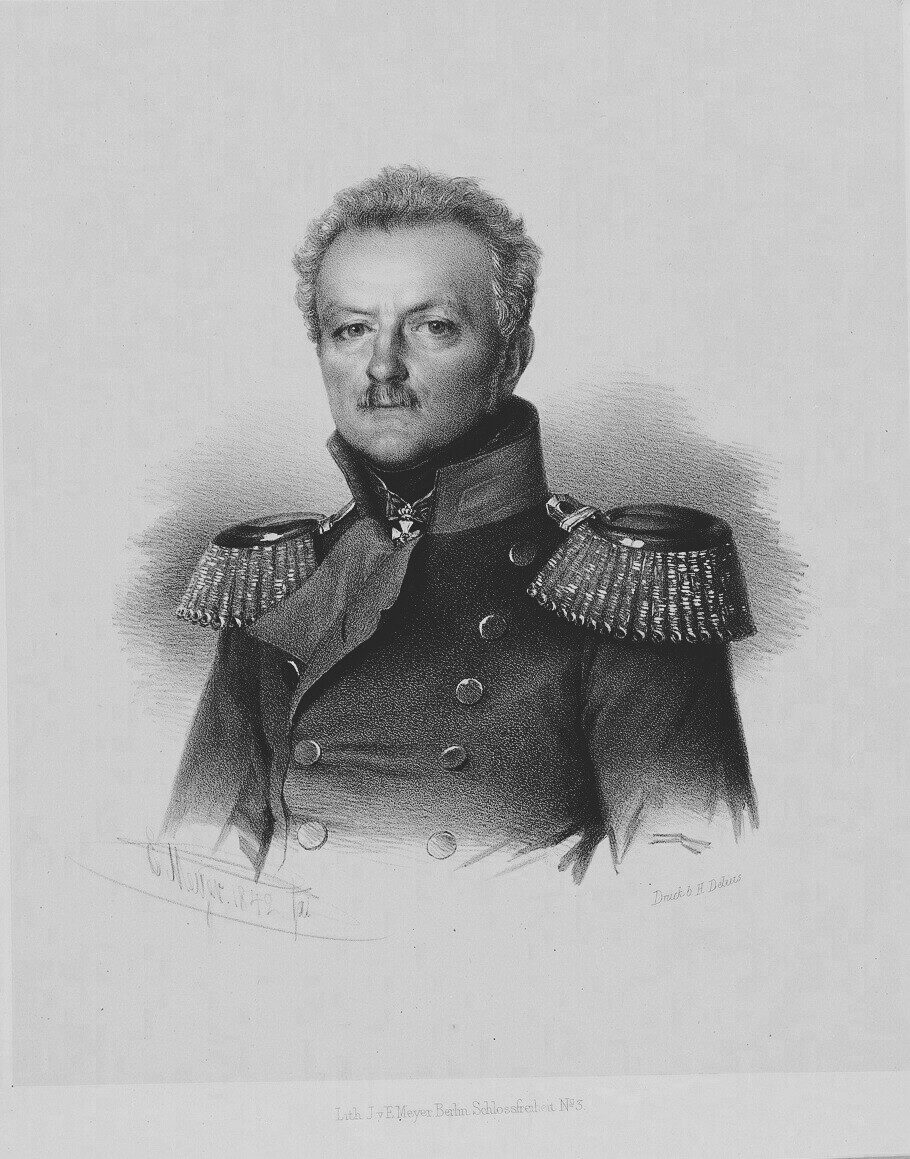
Alexander von Wulffen 1842

Freiherr Christoph Joachim Joseph Alexander Georg von Wulffen (* 20. März 1784 in Offenburg; † 21. Februar 1861 in Potsdam) war ein preußischer Generalleutnant und Mitglied des Preußischen Herrenhauses.

## Leben

### Herkunft
Alexander entstammte dem halberstädtischen Adelsgeschlecht von Wulffen. Seine Eltern waren der preußische Oberstleutnant im Infanterieregiment „von Larisch“ (Nr. 26) und Erbherr auf Neindorf und Friedrichsaue Christoph Lewin von Wulffen (1738–1802) und Maria Anna Ursula Viktoria von Rieneck(er) († 1806), die Tochter des Offenburger Reichsschultheißen Franz Georg von Rieneck(er), der 1784 das Herrenhaus des Offenburger Reichsschultheißen erbauen ließ und 1792 vom pfalzbayrischen Kurfürsten Karl Theodor in den Freiherrnstand erhoben wurde, und der Maria Victoria Kegel aus Villingen.
Alexander von Wulffens Schwester Maria Anna war die Mutter des badischen Kammerherrn, Abgeordneten der Ersten Kammer der Badischen Landstände und Malers Karl Christoph Roeder von Diersburg.

### Werdegang
Wulffen besuchte in Reihenfolge die Klosterschule in Offenburg und die Domschule in Halberstadt. Er begann seine Offizierslaufbahn in der preußischen Armee 1797 als Gefreiterkorporal im Infanterieregiment „von Braunschweig“ (Nr. 21), wo er 1798 zum Fähnrich und 1802 zum Sekondeleutnant avancierte. Im Vierten Koalitionskrieg nahm an der Schlacht bei Jena und Auerstedt teil, wurde anschließend inaktiv und dimittierte 1808 vorerst. Dennoch hat er bereits 1808 den Charakter als Kapitän erhalten. Im November 1813 wurde er als Kapitän beim Jägerdetachement der Landwehr zwischen Elbe und Weser wieder angestellt. Er nahm an den Befreiungskriegen teil. 1815 wechselte er in die Adjutantur, stieg 1816 zum Major auf und wurde kurz darauf dem Kaiser Alexander Regiment aggregiert, blieb jedoch gleichzeitig Adjutant beim Generalkommando. Er wurde 1819 Johanniterritter und hat 1825 das Dienstkreuz erhalten.
1827 wurde Wulffen persönlicher Adjutant von Prinz Karl von Preußen, blieb aber weiterhin dem Kaiser Alexander Garde-Grenadier-Regiment aggregiert. Er hat 1830 sein Patent und die Beförderung zum Oberstleutnant erhalten. 1833 wechselte er zur Dienstleitung zum 2. Garde-Regiment zu Fuß und avancierte mit Patent aus 1830 zum Oberst.

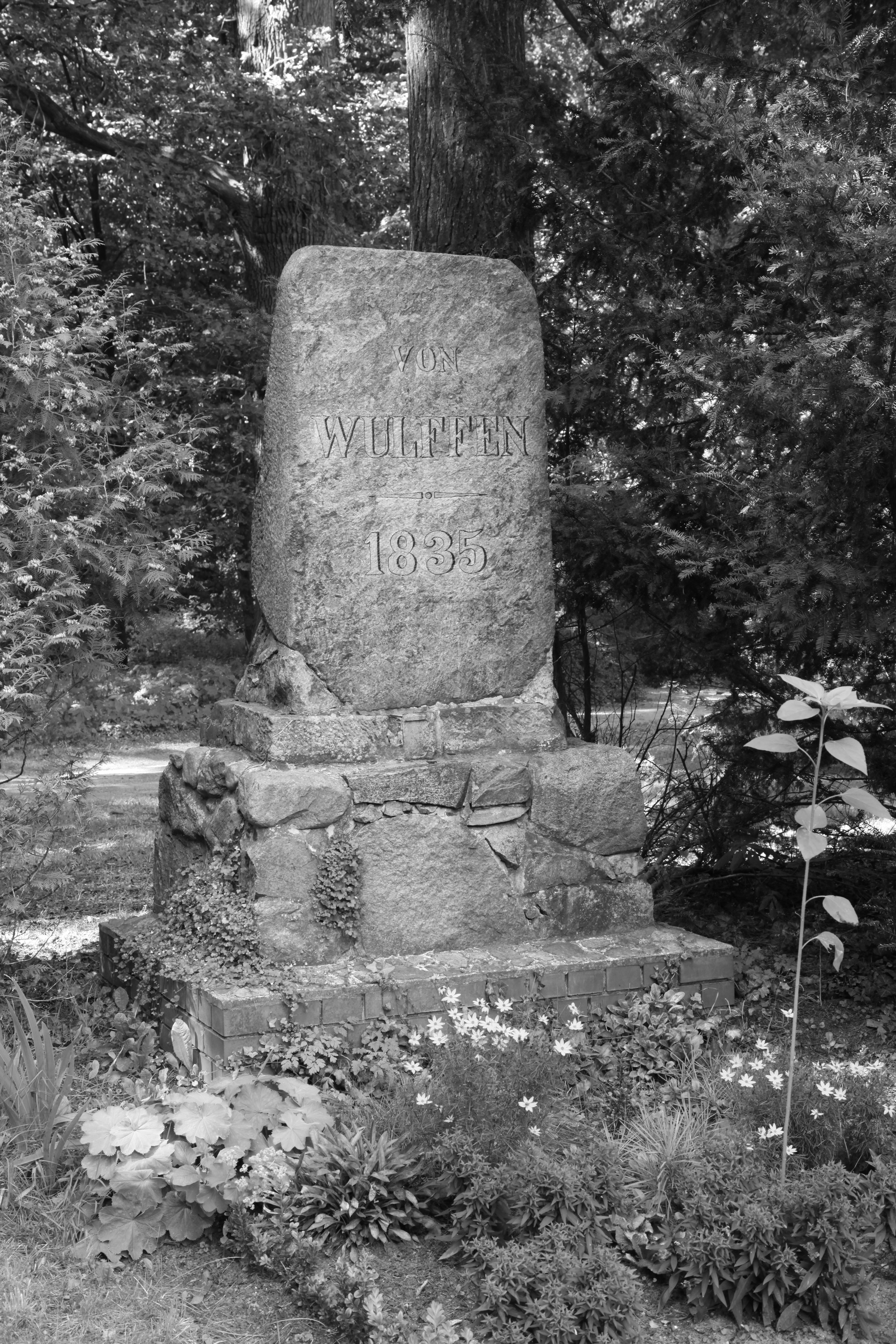
Gedenkstein an Alexander von Wulffen im Stadtpark Neuruppin

Auf Alexander von Wulffens Initiative entstand aus einem Schießstand heraus ab dem Jahr 1834 der Neuruppiner Stadtpark. Der Teich wurde 1835 angelegt. Zur Gestaltung des Parks gab Peter Joseph Lenné Vorschläge. Ein Gedenkstein erinnert dort an Alexander von Wulffen. Wulffen rief 1835 den Neuruppiner Verschönerungsverein ins Leben und wurde 1852 mit der Ehrenbürgerwürde von Neuruppin geehrt. Auch wurde die Wulffenstraße nach ihm benannt.
1834 wurde er Kommandeur des 24. Infanterie-Regiments. Er hat 1835 den Roten Adlerorden IV. Klasse und 1837 den II. Klasse mit Schleife erhalten. 1838 wurde er Kommandeur der 1. Garde-Landwehrbrigade und erhielt den russischen St. Anna-Orden II. Klasse in Brillanten. Seine Beförderung zum Generalmajor erfolgte 1840. Im Jahr darauf begleitete er den Prinzen Wilhelm von Preußen zu den Hochzeitsfeierlichkeiten Alexanders II. in St. Petersburg. Dort ehrte man ihn mit dem St. Stanislaus-Orden I. Klasse.
Die Stellung des Kommandanten von Luxemburg bekleidete er seit August 1842. Wulffen stieg 1847 zum Generalleutnant auf und hat 1850 unter Verleihung des Roten Adlerordens I. Klasse mit Eichenlaub und 2500 Taler jährlicher Pension seinen Abschied erhalten. Er war nach seinem Vater Herr auf den Gütern Neindorf und Friedrichsaue. Als Interessenvertreter der Grundbesitzer des Kreises Halberstadt war er von 1855 bis 1861 Mitglied des Preußischen Herrenhauses.

### Familie
Er vermählte sich in erster Ehe 1811 mit Luise Henriette Edle von Plotho (1790–1831). Seine zweite Ehe, mit Emilia Auguste von Zenge (1800–1840), Tochter des preußischen Regimentschefs und Generalmajors August Wilhelm Hermann von Zenge (1736–1817), ging er 1834 ein. Beide Ehefrauen wurden auf dem Berliner Garnisonfriedhof beigesetzt. Aus beiden Ehen sind insgesamt 13 Kinder hervorgegangen, von denen zwei Töchter unvermählt blieben und vier Söhne sowie zwei weitere Töchter bereits im Kindesalter verstarben.
- Liana Ottilie (1812–1874), ⚭ 1837 Freiherr Wilhelm Alexander von Kettler († 1856), preußischer Oberstleutnant
- Alfred Ordingello (1813–1848), Sekondeleutnant im Kaiser Alexander Garde-Grenadier-Regiment (Nr. 1), fiel in den Berliner Märzkämpfen
- Elise Alexandrine (1822–1885), ⚭ 1849 Heinrich von Krohn († 1877), preußischer Oberstleutnant
- Heinrich Alexander (1826–1886), Sekondeleutnant a. D., diente zuletzt im Füsilierregiment (Nr. 39), ⚭ 1864 Helene Franziska von Uckermann (* 1840)
- Charlotte Margarethe Alexandrine Anna (* 1838), ⚭ 1868 Karl Schuke († 1886), Prediger in Stepenitz → Eltern des Orgelbauers Alexander Schuke (1870–1933)